# Marisol Alfonzo
Marisol Alfonzo Marcano (El Tigre, Anzoátegui, 1 de mayo de 1957) es una reina de belleza venezolana ganadora del certamen Miss Venezuela 1978. Fue la representante oficial de Venezuela en el Miss Universo 1978, certamen celebrado en Acapulco el 24 de julio de 1978.

## Biografía
Hijastra de Carlos Rodríguez Herrera, miembro del Comité Venezolano de la Belleza desde hacía 17 años y presidente de Fedecámaras, al momento de ganar usó los famosos zarcillos de coral rosado con los cuales ya había triunfado María Antonieta Cámpoli (1972), Maritza Pineda (1975), Elluz Peraza (1976) y Cristal Montañez (1977), le aplicaron un "peeling" en su cutis, reduciéndole al máximo sus marcas de acné, su triunfo fue considerado arreglado, pero la prensa consideró su triunfo justo, porque Marisol poseía un don de gente, una personalidad firme, hablar suave, era culta, refinada, amén de poseer una buena dosis de sencillez. Al momento de su coronación tenía 20 años y estudiaba quinto semestre de Psicología en la Universidad Central de Venezuela, tuvo que salir escoltada del Club de Suboficiales debido a que afuera había un grupo de personas que le intentaron lanzar tomates y la abuchearon, también salió escoltada para evitar ataques de las demás concursantes o sus familiares, fue la representante oficial de Venezuela en el Miss Universo 1978 pero no clasificó y en el Reina Internacional del Café 1979 pero no clasificó, entregó la corona en 1979 y se casó en 1982 con Nelson López Bello, actualmente se encuentra retirada de la vida pública, es madre y está casada.

## Cuadro final del Miss Venezuela 1978
- Marisol Coromoto Alfonzo Marcano (Guárico): Miss Venezuela 1978.
- Katy Patricia Toffoli Andrade (Falcón): Primera Finalista
- Dora María -Doris- Fueyo Moreno (Anzoátegui): Segunda Finalista
- Liliana Mantione (Lara): Tercera Finalista